# Personnalités notables de l'université d'Aix-Marseille
 (décembre 2024).
Si vous disposez d'ouvrages ou d'articles de référence ou si vous connaissez des sites web de qualité traitant du thème abordé ici, merci de compléter l'article en donnant les références utiles à sa vérifiabilité et en les liant à la section « Notes et références ».
Cet article dresse la liste des personnalités notables de l'université d'Aix-Marseille, professeurs ou étudiants.

## Professeurs et anciens enseignants notables

### Sciences
- Chantal Abergel, professeur en microbiologie
- Jean-jacques Aubert,professeur en physique
- Édouard Bard, professeur en climatologie
- Philippe Baumard, théoricien du management
- Yvon Berland, professeur de médecine, président d'université
- Jean Cabannes
- Michel Carcassonne, professeur de médecine
- Yves Chevallard, professeur de mathématiques
- Yvonne Choquet-Bruhat, mathématicienne
- Paul Clavin physicien
- Alain Colmerauer, informaticien
- Patrick Delorme, professeur de mathématiques
- Charles Fabry
- Roland Fraïssé, mathématicien
- Roland Gori, psychanalyste
- Pierre Grecias, chimiste
- Ferdinand Heckenroth, médecin biologiste
- René Kaës, psychologue, psychanalyste
- Michel Laurent, professeur de neurologie, président d'université
- Jules Macé de Lepinay, physicien
- Gustave Malcuit, professeur de botanique
- Antoine-Fortuné Marion, professeur de géologie
- Max Malacria, professeur de chimie
- Georges Meyer-Heine, architecte
- Jean-Michel Morel, professeur de mathématiques
- Christiane Olivier, psychanalyste
- Joseph Peres
- Didier Raoult, professeur de microbiologie
- Olivier Ramaré, professeur de mathématiques
- Carlo Rovelli, physicien
- Jean-Marie Souriau, mathématicien
- Maurice Toga, professeur de neurologie, député
- Michel Tonon, joueur de rugby puis professeur d'éducation physique
- Jean Véronis, chercheur en informatique
- Eric Vivier, professeur d'immunologie
- Frédéric Zolla, physicien

### Lettres et sciences humaines
- Maurice Agulhon, professeur d'histoire contemporaine
- Giulio Angioni, professeur d'ethnologie
- Gabriel Audisio, professeur d'histoire moderne
- Joëlle Beaucamp, professeur d'histoire byzantine
- Claire Blanche-Benveniste, professeur de linguistique
- Béatrice Bonhomme, professeur de littérature et écrivaine
- Yves Bonnefoy, professeur de littérature
- Salem Chaker, professeur de linguistique
- Marianne Chaillan, professeur de philosophie[1]
- Jean Chélini, professeur d'histoire religieuse
- Silvana Condemi
- Leyla Dakhli, professeur d'histoire
- Jacques Defert
- Jérôme Delaplanche, professeur d'histoire de l'art
- Gabrielle Démians d'Archimbaud, professeur d'archéologie et d'histoire de l'art médiéval
- Jean Deprun, professeur de philosophie
- Georges Duby, professeur d'histoire médiévale
- Roger Duchêne, professeur d'histoire de la littérature
- Gérard Dufour
- Roger Establet
- Paul-Albert Février
- Henri Fluchère, professeur d'anglais
- Dominique Garcia
- Jean-Marie Gleize, professeur de littérature et écrivain
- Gilles-Gaston Granger
- Pierre Guiral
- Raymond Jean, professeur de littérature
- Philippe Joutard, professeur d'histoire
- Yvonne Knibiehler, professeur d'histoire des femmes
- Pierre-Benjamin Lafaye, professeur de philosophie
- Nora Lafi, professeur d'histoire
- Régis Lefort, professeur de lettres
- Émile-Guillaume Léonard (1940-1948), professeur d'histoire
- Jean-Louis Le Moigne
- Stéphane Lojkine, professeur de lettres
- Leonard Liggio, professeur d'histoire de l'économie
- Raphaël Liogier, professeur de philosophie et de sociologie
- Paul Masson, professeur d'histoire
- Philippe Mengue, professeur de philosophie
- Jean-Louis Meunier, professeur de littérature
- Georges Mounin, professeur de linguistique
- Jacques Morizot, professeur de philosophie
- Jean-Louis Miège, professeur d'histoire
- Alain Nicolas
- Jean Onimus, professeur de lettres
- Alexandre Païta, professeur de théâtre
- Thierry Pécout, maître de conférences en histoire médiévale
- Jean-Pierre Bracco, professeur de préhistoire
- Jean-Maurice Rouquette, professeur d'histoire
- Jean-Édouard Spenlé, professeur de lettres
- Louis Stouff, professeur d'histoire
- Paul Veyne, professeur d'histoire ancienne
- Jean Viviès, professeur d'anglais
- Michel Vovelle, professeur d'histoire moderne
- Pierre Wat, professeur d'histoire de l'art
- Marc Weinstein, professeur d'anthropologie

### Droit, science politique et sciences sociales
- Michel Vanden Abeele, professeur d'économie
- Martine Anstett, professeur de droit international
- Emmanuelle Auriol, professeur d'économie
- Norbert Likulia Bolongo, professeur de droit
- Jacques Bourdon, professeur de droit, ancien directeur de Sciences Po Aix
- Alban Bouvier, professeur de philosophie, sociologie et économie
- Gérard Bramoullé, professeur d'économie
- Christian Bromberger, professeur d'ethnologie
- Alain Chouraqui, professeur de droit
- René David, professeur de droit
- Charles Debbasch, professeur de droit
- Raphaël Draï, professeur de droit et science politique
- Bruno Étienne, professeur de science politique
- Jacques Garello, professeur d'économie
- Daniel Keller, professeur de sociologie
- Paul de Geouffre de La Pradelle, professeur de droit et fondateur de Sciences Po Aix
- Louis Favoreu, professeur de droit
- Didier Maus, professeur de droit constitutionnel
- Ferdinand Mélin-Soucramanien, professeur de droit constitutionnel
- Jean-Paul Moatti, professeur d'économie
- Maurice Montuclard, professeur de sociologie
- Jean-Louis Mucchielli, professeur d'économie
- Bertrand Munier, professeur d'économie
- Loïc Philip, professeur de droit
- Raymond Ranjeva, professeur de droit, vice-président de la Cour internationale de justice
- Paul Reuter, professeur de droit
- Claude Rochet, économiste et haut fonctionnaire
- Jean-Claude Ricci, professeur de droit
- Sarah Soilihi, maître de conférence en droit pénal
- Louis Trotabas, professeur de droit international

## Anciens étudiants

### Hommes et femmes politiques
- Bérangère Abba, femme politique
- Charles Alerini, militant socialiste (formation en sciences)
- Luzolo Bambi, ministre de la Justice congolais (formation en droit)
- Victor Barthélemy, collaborationniste
- Émile Biasini, haut fonctionnaire et homme politique (formation en droit)
- Jacques Bouiti, homme politique congolais
- Valérie Boyer, députée
- Marine Brenier, femme politique, députée (formation en droit de la santé)
- Marie-Arlette Carlotti, femme politique
- Christophe Castaner, ministre de l'Intérieur (formation en droit international)
- Raymond Cayol, résistant, député (formation en lettres classiques)
- Émilie Chalas, députée (formation en criminologie)
- Adolphe Crémieux, homme politique
- Gaston Defferre, homme politique, ministre, maire de Marseille (formation en droit)
- Blaise Diagne, homme politique
- Sylvie Goulard, femme politique (formation en droit)
- Élisabeth Guigou, femme politique et haut fonctionnaire
- Marcel Guitoukoulou, homme politique congolais
- Smaïl Hamdani, Premier ministre d'Algérie (formation en droit)
- Sophie Joissains, femme politique, maire d'Aix-en-Provence (formation en droit)
- Pravind Jugnauth, homme politique mauricien (formation en droit)
- Sébastien Jumel, député
- Mamadou Koulibaly, ministre (formation en économie)
- Tshiunza Mbiye, économiste et homme politique congolais (formation en économie, doctorat)
- Mirabeau, homme politique (formation en droit)
- Michel Pezet, homme politique, député
- Saraha Georget Rabeharisoa, femme politique malgache (formation en droit public)
- Jean-Claude Sebag, homme politique, candidat à l'Élection présidentielle française 1974 (formation en droit)
- Philippe Séguin, homme politique (1943-2010)
- Hervé Schiavetti, maire d'Arles
- Sarah Soilihi, femme politique et sportive française (formation en droit pénal)
- Mahamat Allahou Taher, homme politique tchadien (formation en droit public)
- Jean-Guy Talamoni, homme politique français (formation en droit)
- Adolphe Thiers, président de la République française (1871-1873)
- Vasil Kolarov, Premier ministre bulgare (formation en droit)

### Acteurs et artistes
- Kiarash Anvari, cinéaste iranien
- Ariane Ascaride, actrice
- Françoise Atlan, musicologie
- Claude Carette, artiste-peintre québécois
- Paul Cézanne, peintre (formation en droit)
- Driss Sans-Arcidet, sculpteur
- Philippe Faucon, réalisateur (formation en lettres modernes)
- Sadaf Foroughi, réalisatrice iranienne
- Robert Guédiguian, réalisateur
- Damien Guillaume, ingénieur du son (formation en ingénierie du son)
- Kungs, DJ (formation en gestion)
- Xavier Laurent, comédien
- Paul Meurisse, acteur (formation en droit)
- Nathalie Négro (formation en musicologie)
- Corinne Touzet, actrice, réalisatrice et productrice
- Eddy Vaccaro, artiste

### Hommes et femmes de lettres
- Pierre Caminade, poète, écrivain et critique littéraire (doctorat)
- Lucile Debaille, romancière (maîtrise de philosophie, 1976, DESS sciences économiques, 1983)
- André Gervais, écrivain canadien
- Jean-Cléo Godin, écrivain canadien, professeur de français (doctorat, 1966)
- François Hébert, écrivain (formation en lettres)
- J.M.G. Le Clézio, écrivain, prix Nobel 2008
- Annick Perrot-Bishop, écrivaine canadienne
- Charif Majdalani, écrivain libanais (formation en lettres)
- Frédéric Mistral (1848-1851), écrivain (formation en droit)
- Marcel Pagnol, écrivain
- Yves Stalloni, écrivain et professeur de littérature
- Che Yun, auteure sud-coréenne

### Journalistes
- François Beaudonnet, journaliste (formation en gestion)
- Gérard Grizbec, journaliste
- Bernard Lions, journaliste (formation en droit)
- François-Auguste Mignet, écrivain, journaliste, conseiller d'État, historien (formation en droit)
- David Pujadas, journaliste (formation en économie)
- Raymond Saint-Pierre, journaliste canadien (formation en lettres)
- Alba Ventura, journaliste (formation en communication)

### Juristes et hauts fonctionnaires
- Gaston Berger, philosophe et juriste (formation en philosophie)
- Yves Bertrand, directeur des Renseignements généraux
- Mario Bettati, juriste
- René Cassin, juriste
- Mircea Criste, magistrat
- Blaise Diagne, haut fonctionnaire
- Christian Duval, juriste, directeur de Sciences Po Aix (formation en droit, en science politique, doctorat)
- Christopher Fomunyoh, haut fonctionnaire
- Alain Juillet, haut fonctionnaire à la Direction générale de la Sécurité extérieure
- Gilles Grapinet, haut fonctionnaire (formation en droit public)
- Cherif Guellal, diplomate algérien
- Marceau Long, haut fonctionnaire
- Philippe Massoni, haut fonctionnaire, directeur de la Direction centrale des Renseignements généraux
- Marie-Madeleine Mborantsuo, juriste et maîtresse du président Omar Bongo (formation en droit)
- Léon Naka, économiste et haut fonctionnaire ivoirien
- Benoît Pelletier, juriste canadien (doctorat)
- Christophe Penot, haut-fonctionnaire, ambassadeur de France en Malaisie et en Australie
- Josué Pierre-Louis, haut fonctionnaire
- Jean-Étienne-Marie Portalis, juriste, rédacteur du Code civil (formation en droit)
- Ferdinand Mélin-Soucramanien, juriste, professeur de droit constitutionnel
- Bernard Squarcini, directeur de la Direction générale de la Sécurité intérieure (formation en criminologie, 1976 ; master en droit public, 1977)
- Louis Trotabas, professeur de droit
- Jens Weidmann, économiste, directeur de la Banque fédérale d'Allemagne

### Hommes et femmes d'affaires
- Olivier Baussan, homme d'affaires (formation en lettres)
- Philippe Bourguignon, homme d'affaires
- Philippe Carli, homme d'affaires
- Pierre Falcone, homme d'affaires (formation en droit et sciences économiques)
- Xavier Giocanti, homme d'affaires (formation en droit)
- Henri J. Nijdam, homme d'affaires
- François Ponthieu, avocat et homme d'affaires

### Chercheurs et intellectuels
- Leïla Babès, sociologue des relations (formation en sociologie, doctorat)
- Ariel Beresniak, spécialiste de la santé publique
- Mario Bettati, juriste français
- Béatrice Bonhomme, professeur de littérature et écrivaine
- Jacques Bourdon, professeur de droit à Sciences Po Aix
- Jean-Pierre Bracco, préhistorien
- Thérésien Cadet, botaniste
- Edhem Eldem, historien turc (formation en histoire)
- Bruno Etienne, sociologue et politologue
- Charles Fabry, physicien
- Claudia Feh, biologiste et ethnologue
- Joël Gombin, politologue
- Yves Gomy, entomologiste
- Emmanuel Hugot, astrophysicien (doctorat)
- Nora Lafi, historienne
- Mickaël Launay, scientifique (formation en mathématiques)
- Marcel Morabito, historien du droit, fondateur de Sciences Po Rennes (formation en droit, doctorat)
- Bertrand Munier, économiste et professeur d'histoire
- Bernard Notin, économiste et négationniste (formation en économie, doctorat)
- Thomas Rabino, historien (formation en histoire)
- Mohamed Tozy, politologue (formation en science politique)

### Sportifs
- Jason Lamy-Chappuis, médaille d'or olympique, combiné nordique
- Aziz Zouhir, joueur de tennis tunisien